# Kasrāwad
Kasrāwad är en ort i Indien.   Den ligger i distriktet Khargone och delstaten Madhya Pradesh, i den centrala delen av landet, 700 km söder om huvudstaden New Delhi. Kasrāwad ligger 182 meter över havet och antalet invånare är 21 484.
Terrängen runt Kasrāwad är platt, och sluttar norrut. Runt Kasrāwad är det ganska tätbefolkat, med 160 invånare per kvadratkilometer. Närmaste större samhälle är Dhāmnod, 17,1 km nordväst om Kasrāwad. Trakten runt Kasrāwad består till största delen av jordbruksmark.